# ليكيايتايو

شعار البلدية

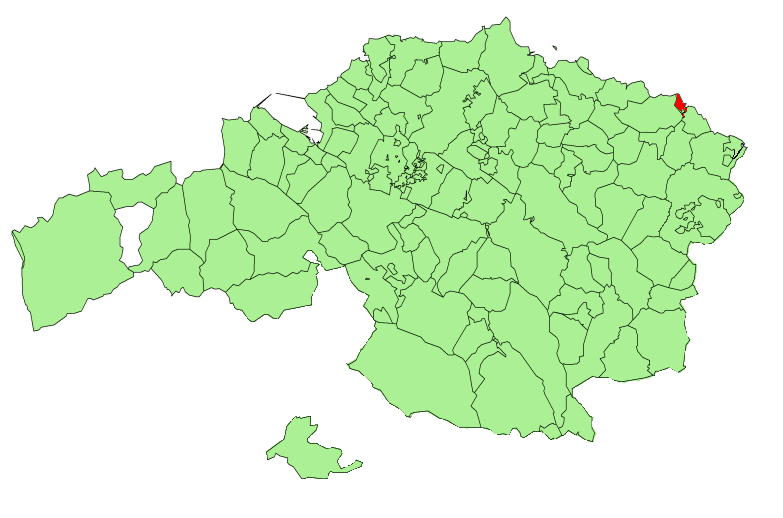
موقع البلدية.

بلدية ليكيايتايو (بالإسبانية: Lekeitio)‏ هي بلدية تقع في مقاطعة بيسكاي, التي تقع في منطقة الباسك شمالي إسبانيا.

## وصلات خارجية
- (بالإسبانية)